# Victor Monmignaut
 (novembre 2015).
Pierre Victor Monmignaut, né le 3 décembre 1819 à Donzy et mort le 11 avril 1891 à Perroy (Nièvre), est un peintre français.

## Biographie
Victor Monmignaut naît le 3 décembre 1819 au moulin de la Bertine, au finage de Donzy, en France.
Il fait ses études au petit séminaire de Nevers. Son travail est présenté à Eugène Delacroix qui, impressionné par la toile Portrait d'une jeune fille se mourant de phtisie, accepte de le prendre comme élève. Il travaille chez le maître une dizaine d'années, collaborant aux œuvres de celui-ci.
Gravement malade, il se retire dans le château de La Motte-Josserand, propriété familiale où il peut se refaire une santé en menant une vie saine. Son ulcère guérit rapidement et c'est en 1857 qu'il épouse Corinne Frigolet, native de Prémery. Le couple s'y installe, après que Victor a fait l'acquisition d'une charge de greffier. Naîtront bientôt deux enfants : André et Marie. Son épouse meurt le 26 décembre 1864. Victor Monmignaut vend alors sa charge et rentre au château familial.
C'est dans ce lieu qu'il peut se livrer à la peinture et au dessin, travaillant sur des natures mortes, paysages, portraits et autres scènes de genre ou sujets religieux. En 1887, il participe à l'exposition des beaux-arts de Nevers, où il présente quatre portraits.
Victor Monmignaut meurt à Perroy dans son château de La Motte-Josserand en 1891.